# Homard Thermidor
Pour les articles homonymes, voir Homard et Thermidor.
Le homard Thermidor est une spécialité culinaire gastronomique des cuisine parisienne et gastronomie française, à base de homard gratiné avec une sauce Thermidor (sauce béchamel, fromage râpé, moutarde, vin blanc, aromates, et cognac...),.

## Histoire

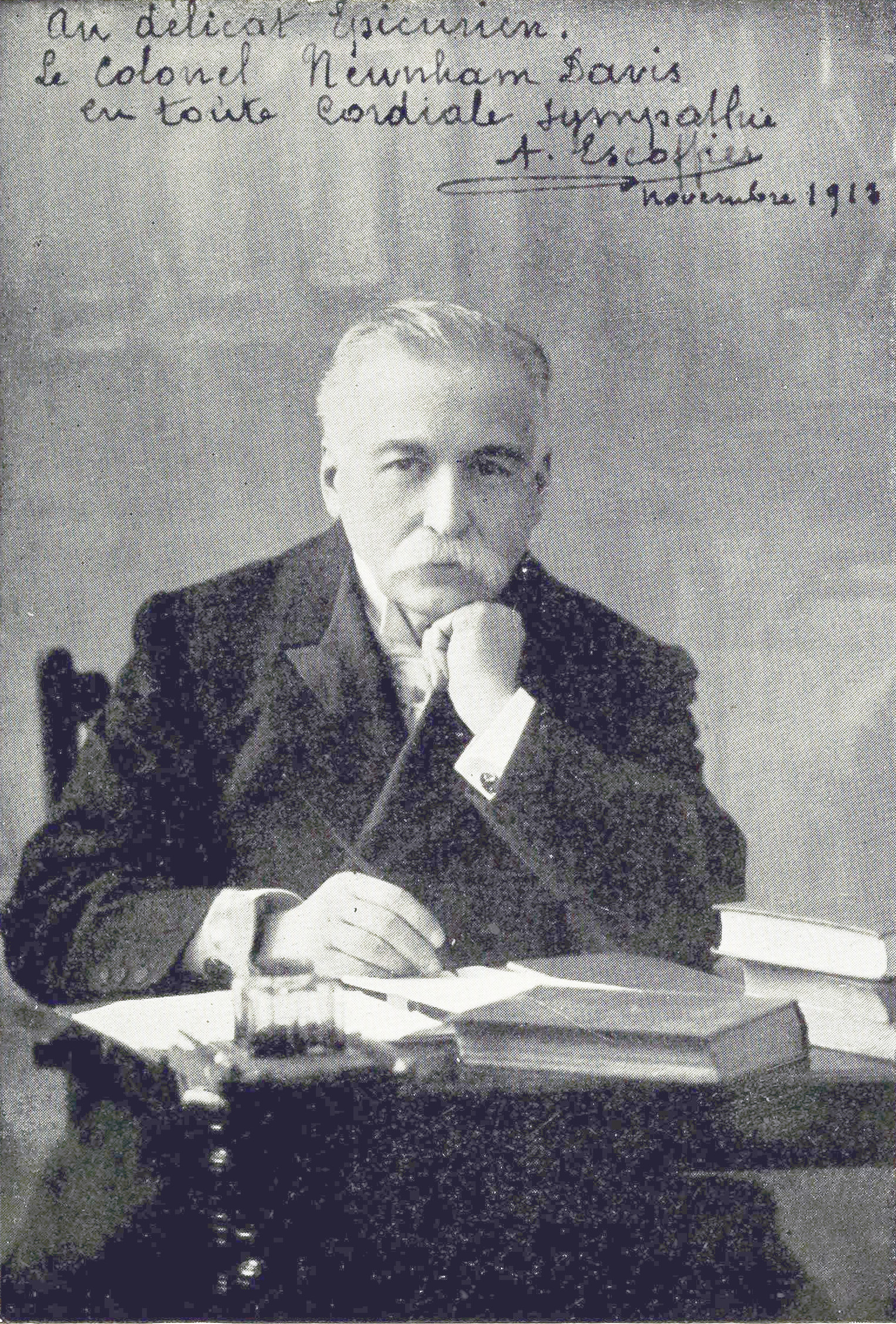
Auguste Escoffier en 1914

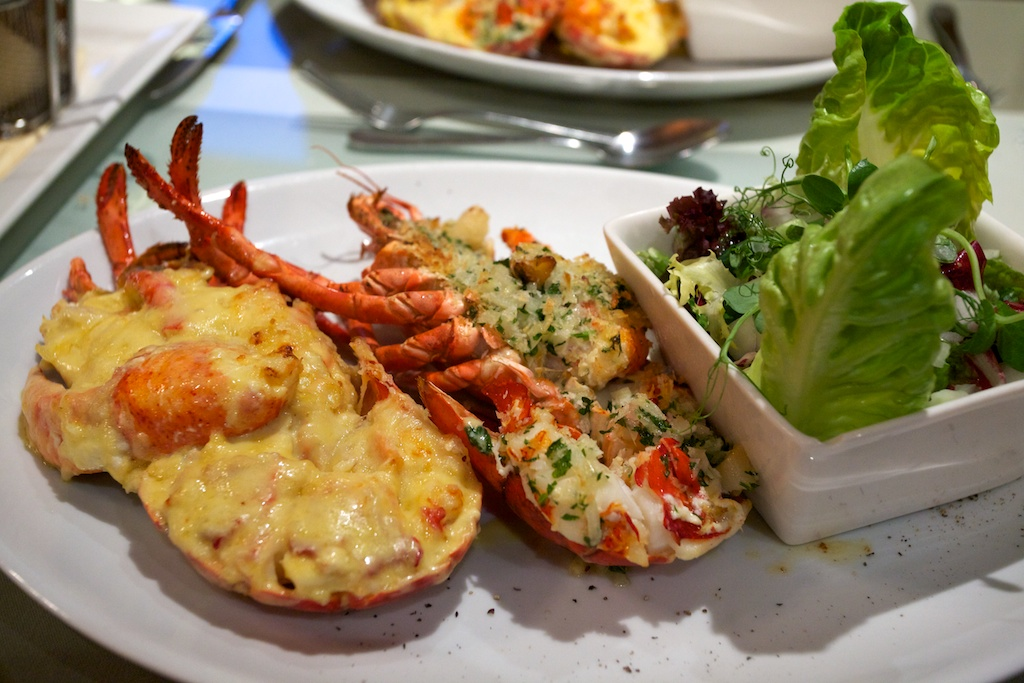

Le homard Thermidor est créé à Paris dans les années 1880, par le célèbre chef cuisinier, restaurateur et auteur culinaire français Auguste Escoffier (1846-1935), alors qu’il officie depuis 1881 à La Maison Maire, restaurant situé à l’angle du boulevard de Strasbourg et du boulevard Saint-Denis, près du théâtre de la Porte-Saint-Martin, dans le 10e arrondissement de Paris. Ce restaurant, tenu par Paillard, est alors surtout réputé pour ses vins, ainsi que pour son canard au sang, ses macaronis sauce Périgueux, ses perdreaux en cocotte, ou ses pommes de terre à la crème...
Le 24 janvier 1891, près de cent ans après la chute de Robespierre du 8 thermidor an II (26 juillet 1794) et du début de la convention thermidorienne, l'auteur dramatique Victorien Sardou donne la pièce Thermidor (en) sur la scène de la Comédie-Française. Suspendue après la seconde représentation, à la suite de troubles suscités par des membres républicains radicaux du public, qui nécessitèrent l’intervention de la police, la pièce ne reparaît à la scène que cinq ans plus tard, le 3 mars 1896, avec à nouveau en vedette Coquelin aîné, au théâtre de la Porte-Saint-Martin, situé juste de l’autre côté de la porte Saint-Martin. La pièce connait alors un tel succès que Paillard nomme « homard Thermidor » la création de son chef Auguste Escoffier. Thermidor (« le mois de la chaleur ») est le onzième mois de l'année, du 19 juillet au 17 août, selon le calendrier républicain.

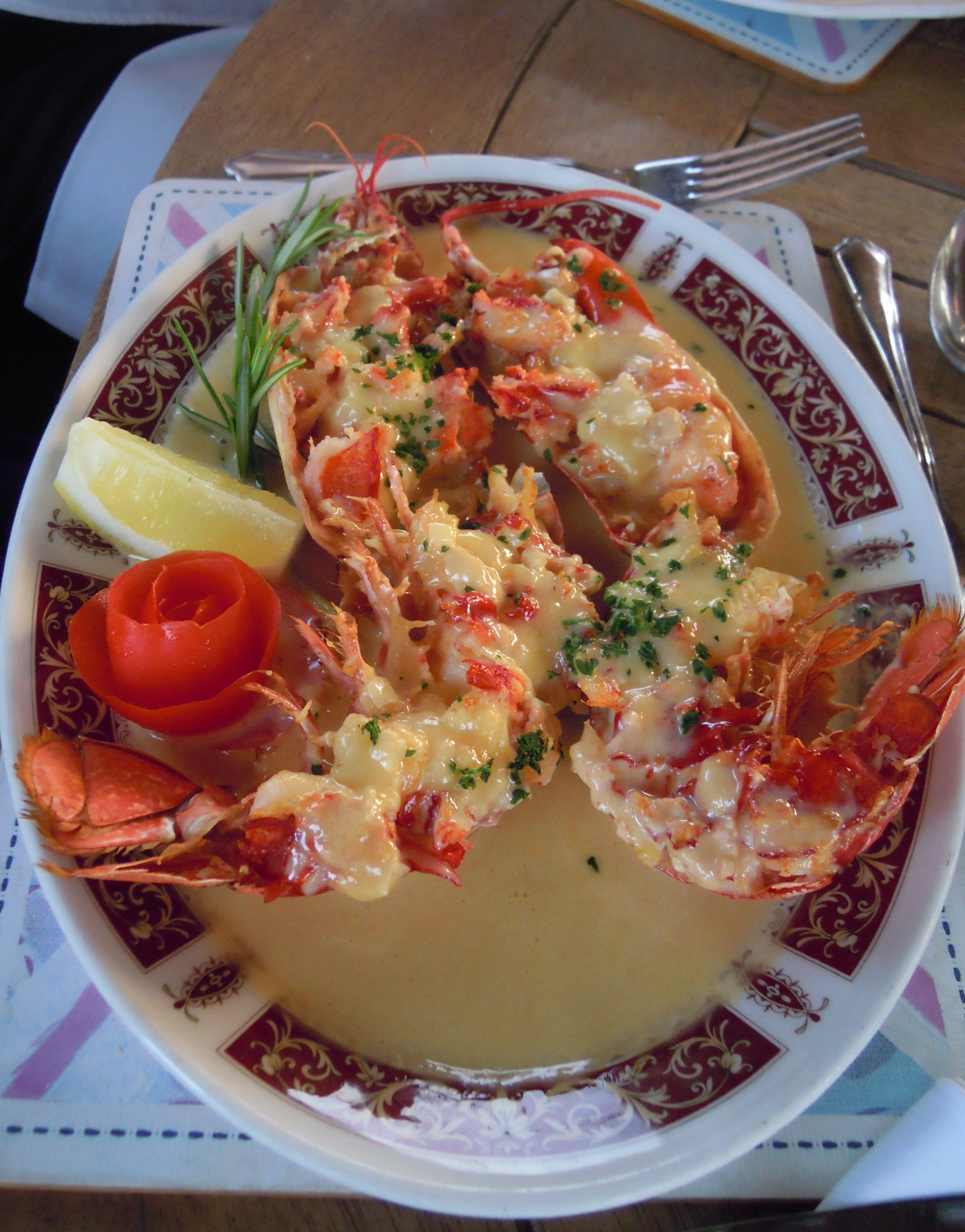